# Justin Wolfers
Pour les articles homonymes, voir Wolfers.
Justin Wolfers, né le 11 décembre 1972, est un économiste australien. Il est professeur à l'Université du Michigan. 
Il est titulaire d'une licence de l'Université de Sydney et d'une maîtrise et d'un doctorat (PhD) de l'Université Harvard. A Harvard, il étudie sous la supervision d'Olivier Blanchard et d'Alberto Alesina. 
Wolfers est chercheur associé au CEPR depuis 2005 et au NBER depuis 2009. 
Il est un fellow à la Brookings Institution depuis 2009 et au Peterson Institute depuis 2014. 
Depuis 2014, il est éditorialiste pour le New York Times. 
Il est le 6e économiste le plus suivi dans le monde sur Twitter. 